# العلاقات البوليفية الهايتية
العلاقات البوليفية الهايتية هي العلاقات الثنائية التي تجمع بين بوليفيا وهايتي.

## مقارنة بين البلدين
هذه مقارنة عامة ومرجعية للدولتين:
| وجه المقارنة                                              | بوليفيا                                          | هايتي                                |
| --------------------------------------------------------- | ------------------------------------------------ | ------------------------------------ |
| المساحة (كم2)                                             | 1.10 مليون                                       | 27.75 ألف                            |
| عدد السكان (نسمة)                                         | 11.05 مليون                                      | 10.98 مليون                          |
| الكثافة السكانية (ن./كم²)                                 | 10.05                                            | 395.68                               |
| العاصمة                                                   | سوكري، لاباز                                     | بورت أو برانس                        |
| اللغة الرسمية                                             | اللغة الإسبانية، اللغة الأيمرية، كتشوا، غوارانية | لغة فرنسية، اللغة الكريولية الهايتية |
| العملة                                                    | بوليفاريو بوليفي                                 | جوردة هايتية                         |
| الناتج المحلي الإجمالي (بليون دولار)                      | 37.51 مليار                                      | 8.41 مليار                           |
| الناتج المحلي الإجمالي (تعادل القوة الشرائية) بليون دولار | 74.58 مليار                                      | 18.82 مليار                          |
| الناتج المحلي الإجمالي الاسمي للفرد دولار أمريكي          | 3.08 ألف                                         | 818                                  |
| الناتج المحلي الإجمالي للفرد دولار أمريكي                 | 6.63 ألف                                         | 1.73 ألف                             |
| مؤشر التنمية البشرية                                      | 0.662                                            | 0.483                                |
| رمز المكالمات الدولي                                      | +591                                             | +509                                 |
| رمز الإنترنت                                              | .bo                                              | .ht                                  |
| المنطقة الزمنية                                           | 00                                               | 00                                   |

## منظمات دولية مشتركة
يشترك البلدان في عضوية مجموعة من المنظمات الدولية، منها:
| علم المنظمة | اسم المنظمة                                                          | تاريخ انضمام بوليفيا | تاريخ انضمام هايتي |
| ----------- | -------------------------------------------------------------------- | -------------------- | ------------------ |
|             | الاتحاد البريدي العالمي                                              | ?                    | ?                  |
|             | مؤسسة التنمية الدولية                                                | 21 يونيو 1961        | 13 يونيو 1961      |
|             | منظمة حظر الأسلحة الكيميائية                                         | ?                    | ?                  |
|             | منظمة التجارة العالمية                                               | 12 سبتمبر 1995       | ?                  |
|             | الأمم المتحدة                                                        | 14 نوفمبر 1945       | 24 أكتوبر 1945     |
|             | وكالة ضمان الاستثمار متعدد الأطراف                                   | 3 أكتوبر 1991        | 11 ديسمبر 1996     |
|             | منظمة الشرطة الجنائية الدولية                                        | ?                    | ?                  |
|             | مؤسسة التمويل الدولية                                                | 20 يوليو 1956        | 20 يوليو 1956      |
|             | الاتحاد الدولي للاتصالات                                             | 1 يونيو 1907         | 10 أكتوبر 1927     |
|             | البنك الدولي للإنشاء والتعمير                                        | 27 ديسمبر 1945       | 8 سبتمبر 1953      |
|             | وكالة حظر الأسلحة النووية في أمريكا اللاتينية ومنطقة البحر الكاريبي ‏ | ?                    | ?                  |
|             | يونسكو                                                               | 13 نوفمبر 1946       | 18 نوفمبر 1946     |

## وصلات خارجية
- موقع وزارة الخارجية البوليفية
- موقع وزارة الخارجية الهايتية